# Grisselhällen
Grisselhällen, finska: Kiislapaasi, är en ö i Finland. Den ligger i Finska viken och i kommunen Helsingfors i den ekonomiska regionen  Helsingfors i landskapet Nyland, i den södra delen av landet. Ön ligger nära Helsingfors.
Öns area är 0,7 hektar och dess största längd är 180 meter i sydväst-nordöstlig riktning.